# Дімітріс Басіс
Дімітріос Бібасіс (гр. Δημήτριος Μπιμπάσης), більше відомий за сценічним ім'ям Дімітріс Басіс (Δημήτρης Μπάσης) — грецький музикант, виконавець лаїко та інших жанрів.
Народився у Штутгарті, адже родина багато років жиле у Німеччині. Але коли Дімітрісу було 9 років, вони повернулися до рідного Херсо у північній Греції.  Дитиною він співав там у церковному хорі. У 17 років закінчив навчання візантійському літургійному співу. Коли йому було 20 років, його помітив композитор Стаматіс Краунакіс з компанії Warner Music та запропонував перший контракт. Три роки він виступав разом з Алкістіс Протопсалті, Стаматісом Краунакісом та Ліною Нікокопулу.
У 1996 році почав співпрацю з композитором Крістосом Ніколопулосом. Пісня на його музику у виконанні Дімітріса, що стала саундтреком до серіалу «Psithiri Kardias», стала дуже популярною. 
Басіс багато подорожує з концертами, виступав у США, Канаді, Австралії, Європі, Ізраїлі. У 2017 році він святкував 20-річчя своєї музичної кар'єри.

## Дискографія
- Me ti fora tou anemou (1997)
- Se anoihtous ouranous (1998)
- Milao hronia (2000)
- I agapi einai fotia (2001)
- 5 hronia tragoudia (2002)
- I Zoi (2003)
- Dyskoli Kardia (2004)
- I Zoi Allou Se Paei (2007)
- Apo to Vyzantio sto Simera (2008)
- Dimitris Mpasis - Live (2010)
- I Synnefia Pernaei me Parea (2011)
- Ta laika tis kardias mou (2015)
- Ti Ta Theleis (2017)
- Hanome (2018)